# Liste des épisodes de 90210 Beverly Hills : Nouvelle Génération
Cet article présente la liste des épisodes de la série télévisée américaine 90210 Beverly Hills : Nouvelle Génération.

## Première saison (2008-2009)
1. Bienvenue à Beverly Hills (We're Not in Kansas Anymore)
2. Jet Set (The Jet Set)
3. Une soirée familiale (Lucky Strike)
4. La Bulle (The Bubble)
5. Le Grand Soir (Wide Awake and Dreaming)
6. Une nuit à Hollywood (Model Behavior)
7. Poussière d'étoile (Hollywood Forever)
8. Le Bal (There's No Place Like Homecoming)
9. Secrets et Mensonges (Secrets and Lies)
10. La Guerre des ex (Games People Play)
11. Ces liens qui nous désunissent (That Which We Destroy)
12. Mauvaise intuition (Hello, Goodbye, Amen)
13. Vague de chaleur ! (Love Me or Leave Me)
14. Le Rôle de sa vie (By Accident)
15. Carpe Diem (Help Me, Rhonda)
16. Hôtels et Cœurs brisés (Of Heartbreaks and Hotels)
17. Coup de folie (Life's a Drag)
18. En perdition (Off the Rails)
19. Les Blessures de l'âme (Okaeri, Donna!)
20. Le Signe (Between a Sign and a Hard Place)
21. L'Heure de vérité  (The Dionysian Debacle)
22. La fête est finie (The Party's Over)
23. Tolérance zéro (Zero Tolerance)
24. Trahisons (One Party Can Ruin Your Summer)

## Deuxième saison (2009-2010)
1. On n'oublie jamais rien (To New Beginnings)
2. La Vengeance d'une blonde (To Sext or Not to Sext)
3. Les Flirts et les Embrouilles d'abord (Sit Down, You're Rocking the Boat)
4. Ce qui doit arriver… (The Porn King)
5. L'Écologie selon Naomi (Environmental Hazards)
6. La Confusion des sentiments (Wild Alaskan Salmon)
7. Le Creux de la vague (Unmasked)
8. Elle court, elle court… la rumeur (Women's Intuition)
9. Première Fois (A Trip to the Moon)
10. Le Gendre idéal (To Thine Own Self Be True)
11. Guet-Apens (And Away They Go)
12. Nuit blanche (Winter Wonderland)
13. Les Âmes sœurs (Rats and Heroes)
14. Duel au soleil (Girl Fight)
15. L'espionne qui m'aimait (What's Past is Prologue)
16. Le Droit à l’erreur (Clark Raving Mad)
17. Émois, Émois, et moi ! (Sweaty Palms and Weak Knees)
18. Ruptures (Another Another Chance)
19. Retour de karma (Multiple Choices)
20. Pères et Impairs (Meet The Parents)
21. Rythme et Blues (Javianna)
22. Confessions (Confessions)

## Troisième saison (2010-2011)
1. Surprises et tremblement (Senior Year, Baby)
2. Pauvre petite fille riche (Age of Inheritance)
3. Rendez-vous dans 10 ans (2021 Vision)
4. Gentlemen célibataires (The Bachelors)
5. Attrape-moi si tu peux (Catch Me If You Cannon)
6. Le garçon dans la vitrine (How Much is That Liam in the Window)
7. Les dessous d'excellence (I see London, I see France…)
8. Tapis rouge (Mother Dearest)
9. Et plus si affinités (They’re Playing Her Song)
10. Beaux et malheureux (Best Lei'd Plans)
11. Quand tout bascule (Holiday Madness)
12. Les otages (Liars)
13. Namaste (It's Getting Hot in Here)
14. Un esprit sain dans un corps sain (All About a Boy)
15. La belle et le geek (Revenge with the Nerd)
16. Le monde est stone (It's High Time)
17. D'aventures en avatar (Blue Naomi)
18. La parenthèse enchantée (The Enchanted Donkey)
19. Une ravissante idiote (Nerdy Little Secrets)
20. L'union fait la force (Women on the Verge)
21. L'amour à mort (The Prom Before the Storm)
22. Déclarations (To the Future!)

## Quatrième saison (2011-2012)
La série a été renouvelée pour une quatrième saison de 24 épisodes diffusée depuis le 13 septembre 2011 sur The CW, aux États-Unis.
1. Aux nouveaux départs (Up In Smoke)
2. Sœurs pour la vie (Rush Hour)
3. Une tragédie grecque (Greek Tragedy)
4. Les Olympiades (Let the Games Begin)
5. Strip politique  (Party Politics)
6. Le bénéfice du doute (Benefit of the Doubt)
7. Mascarades (It's The Great Masquerade, Naomi Clark)
8. Ce qui se passe à Vegas (Vegas, Maybe?)
9. Le prix à payer (A Thousand Words)
10. Rien n'est éternel (Smoked Turkey)
11. L'enfer de la mode (Project Runaway)
12. Douce nuit (O Holly Night)
13. La cerise sur le gâteau (Should Old Acquaintance Be Forgot?)
14. Telle mère, telle fille (Mama Can You Hear Me?)
15. Plus rien à perdre (Trust, Truth and Traffic)
16. Chaud business (No Good Deed)
17. Association de bienfaiteurs (Babes in Toyland)
18. Combat de boue (Blood Is Thicker Than Mud)
19. Le poids de la vérité (The Heart Will Go On)
20. Veillée irlandaise (Blue Ivy)
21. Les lois de l'attraction (Brides and Prejudice)
22. De la poudre aux yeux (Tis Pity)
23. Boire et déboires (A Tale of Two Parties)
24. Maintenant ou jamais (Forever Hold Your Peace)

## Cinquième saison (2012-2013)
Le 3 mai 2012, la série a été renouvelée pour une cinquième et ultime saison diffusée depuis le 8 octobre 2012.
1. Les nerfs à vif (Till Death Do Us Part)
2. Face à la réalité (The Sea Change)
3. Les bienfaits de l'insouciance (It’s All Fun and Games)
4. La vie sauvage (Into the Wild)
5. Double jeu (Hate 2 Love)
6. L'arnaqueur (The Con)
7. Veux-tu... ne pas m'épouser ? (99 Problems)
8. 902-100 (902-100)
9. Qui aime bien châtie bien (The Things We Do For Love)
10. Road trip (Misery Loves Company)
11. Le monde à l'envers (We're Not Not in Kansas Anymore)
12. La rage au ventre (Here Comes Honey Bye Bye)
13. Scandale (#Realness)
14. Demi-frère (Brother From Another Mother)
15. Silence, ça tourne ! (Strange Brew)
16. Sea, sex and fun (Life's a Beach)
17. La folie des grandeurs (Dude, Where's My Husband?)
18. Bas les masques ! (A Portrait of the Artist As a Young Call Girl)
19. New York, New York (The Empire State Strikes Back)
20. Pacte avec le diable (You Can't Win 'Em All)
21. Feux d'artifice (Scandal Royale)
22. Le triomphe de l'amour (We All Fall Down)